# Clandestinos
Clandestinos és una pel·lícula dramàtica cubana estrenada en 1988 i dirigida per Fernando Pérez.

## Sinopsi
Relata la vida d'un grup de joves que van lluitar contra la tirania de Fulgencio Batista en la dècada de 1950. Ernesto, pres per les seves activitats polítiques, rep la visita de Nereida, una jove desconeguda de qui desconfia. Ja en llibertat es retroben en unir-se la jove al grup clandestí que ell dirigeix. Un amor sorgeix entre ells, paral·lel a la lluita armada que condicionarà les seves vides.

## Repartiment
- Luis Alberto García
- Isabel Santos
- Amado del Pino
- Susana Pérez

## Premis
- Premi Rubén Martínez Villena, atorgat per la UJC i el Ministeri de Cultura. IX Festival Internacional del Nou Cinema Llatinoamericà de l'Havana, Cuba, 1987.
- Premi Opera prima. X Festival Cinematogràfic de Taixkent, URSS, 1988.
- Premi Índia Catalina d'Or a la millor pel·lícula. Festival Internacional de Cinema de Cartagena, Colòmbia, 1988.
- Premi Coral de Opera prima. IX Festival Internacional del Nou Cinema Llatinoamericà, l'Havana, Cuba, 1987.
- Premi Coral d'actuació femenina (Isabel Santos). IX Festival Internacional del Nou Cinema Llatinoamericà, l'Havana, Cuba, 1987.
- Premi El Caiman Barbudo a l'Opera prima. IX Festival Internacional del Nou Cinema Llatinoamericà, l'Havana, Cuba, 1987.
- Premio El Mégano de la Federació Nacional de Cinema Clubs. IX Festival Internacional del Nou Cinema Llatinoamericà, l'Havana, Cuba, 1987.
- Premi Índia Catalina d'Or a la millor direcció (ex aequo). 28 Festival Internacional de Cinema de Cartagena, Colòmbia, 1988.
- Premi Índia Catalina d'Or a la millor actuació masculina a Luis Alberto García (fill). 28 Festival Internacional de Cinema de Cartagena, Colòmbia, 1988.
- Premi al millor guió. I Festival de Cinema de Cinema i Vídeo de la Conca del Carib, San Juan, Puerto Rico, 1988.
- Premi Caracol a la direcció, edició i banda sonora. V Festival Nacional de Cinema de la UNEAC, l'Havana, Cuba, 1988.
- Premi INTI (Sol d'Or). II Trobada de Cineastes Andins de Cusco, el Perú, 1991.[3]